# Šljukarice
Šljukarice (močvarice; lat. Charadriiformes) su red iz razreda ptica. To je red s vrlo različitim porodicama i rodovima. Postoji oko 350 vrsta. 

## Opis
Ove su ptice malene do srednje veličine.
Hrane se beskralježnjacima ili drugim malenim životinjama. Mnogi rodovi imaju duge noge s tri prsta, a često i s pokretnim četvrtim. Obično se gnijezde na tlu, ali neke vrste grade gnijezda u stablima. Mladunci su im potrkušci koji mogu odmah sami tražiti hranu. Gotovo sve ove ptice su dugovječne, a nastanjuju močvarna područja i obale, a neke nastanjuju i pustinje i guste šume. Žive u cijelom svijetu.

## Sistematika
Ovaj red ptica ima veliki broj porodica koje su međusobno prilično različite:
- Njorke (Alcidae)
- Jakane (Jacanidae)
- Oštrigari (Haematopodidae)
- Šljuke sjemenjarke ili tinokore  (Thinocoridae)
- Pedionomidae, kulik prepeličar
- Šljuke (Scolopacidae)
- Rostratulidae, šarene šljuke
- Chionididae, uzdašice
- Ćukavice (Burhinidae)
- Vlastelice ili sabljarke  (Recurvirostridae)
- Ćurlini ili ibisolika (Ibidorhynchidae)
- Kulici (Charadriidae)
- Sivi kulik (Pluvianellidae)
- Dromas (Dromadidae)
- Pješčarke (Glareolidae)
- Pomornici (Stercorariidae)
- Vodosijeci (Rhynchopidae)
- Galebi (Laridae)
- Čigre (Sternidae)